# Szárnyas futrinka
A szárnyas futrinka (Carabus clathratus) a futóbogárfélék családjába tartozó, Eurázsiában honos ragadozó bogárfaj.

## Megjelenése
A szárnyas futrinka testhossza 22-30 mm. Alapszíne rezes vagy zöldes fényű fekete (beleértve a lábait és a csápjait is), a szárnyfedőkön rezes/aranyos gödröcskékkel. Feje megnyúlt, rágói erőteljesek és előreugrók, szemei domborúak és nagyok. Előháta szélesebb, mint amilyen hosszú, oldalvonalai íveltek, hátulsó részén három nagy bemélyedés (egy középső és két szélső) található. Kissé szélesedő szárnyfedőin három-három erős, hosszanti, majdnem a csúcsig érő gerinc húzódik végig, közöttük átlagosan 10-10, viszonylag nagy gödröcske sorakozik. Szárnyai jól fejlettek. Lábai hosszúak és karcsúak, mindegyik lábszár (tibia) végén két erős sarkantyúval.

## Elterjedése
Eurázsiában honos, a Brit-szigetektől egészen Japánig; északon a sarkkörig hatol. Az utóbbi időben száma jelentősen megcsappant. Magyarországon balkáni alfaja, a C. clathratus auraniensis szórványosan országszerte megtalálható, az Alföldön inkább a Tisza mentén él. Nagyobb állományai a Fertõ-tónál, a Kis-Balatonnál, a Kiskunsági Nemzeti Parkban, illetve Bátorligeten ismertek.   

## Életmódja
Nedves élőhelyek, láperdők, nádasok, sásos-gyékényes mocsarak, árterek lakója. A víztől csak ritkán távolodik el nagyobb távolságra.
Az imágók április közepétől szeptemberig aktívak. Mind a kifejlett bogarak, mind a lárvák éjszakai ragadozók. Gilisztákra, kisebb rovarokra vadásznak, de a vízben megfogják a kisebb csigákat, lárvákat, ebihalakat, halakat is. Napközben nádkévék, fatuskók, korhadó fák laza kérge alatt bújnak meg. A nőstény egyesével rakja le a talajba petéit, összesen kb. tízet. A lárvák három fejlődési stádiumon mennek át, majd nyár végén a talajban vagy fatörzsek alatt bebábozódnak. Az imágók ősszel kelnek ki, majd elhalt fák kérge alatt vagy egyéb búvóhelyeken áttelelnek. 
Magyarországon védett, természetvédelmi értéke 10 000 Ft.

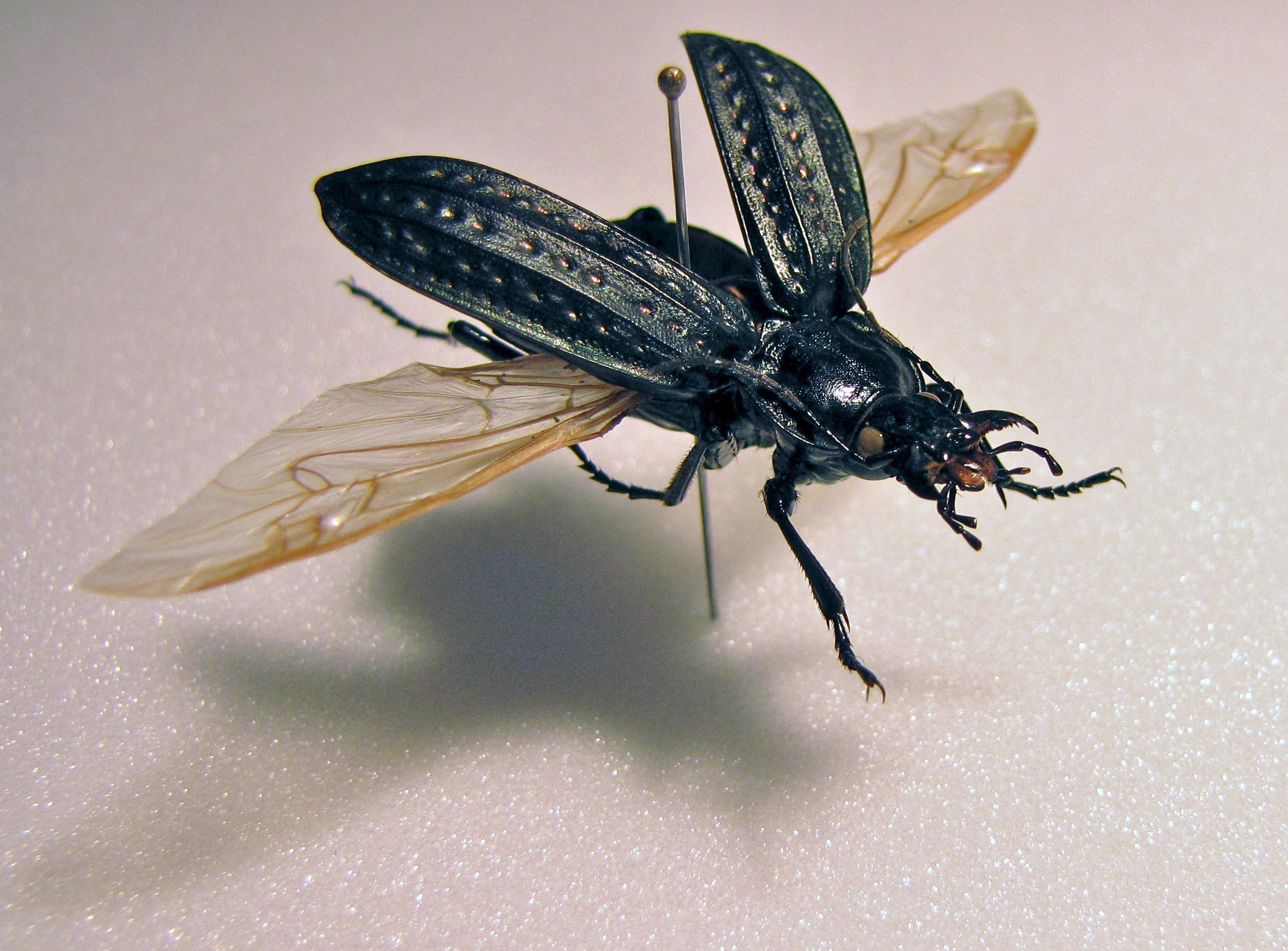
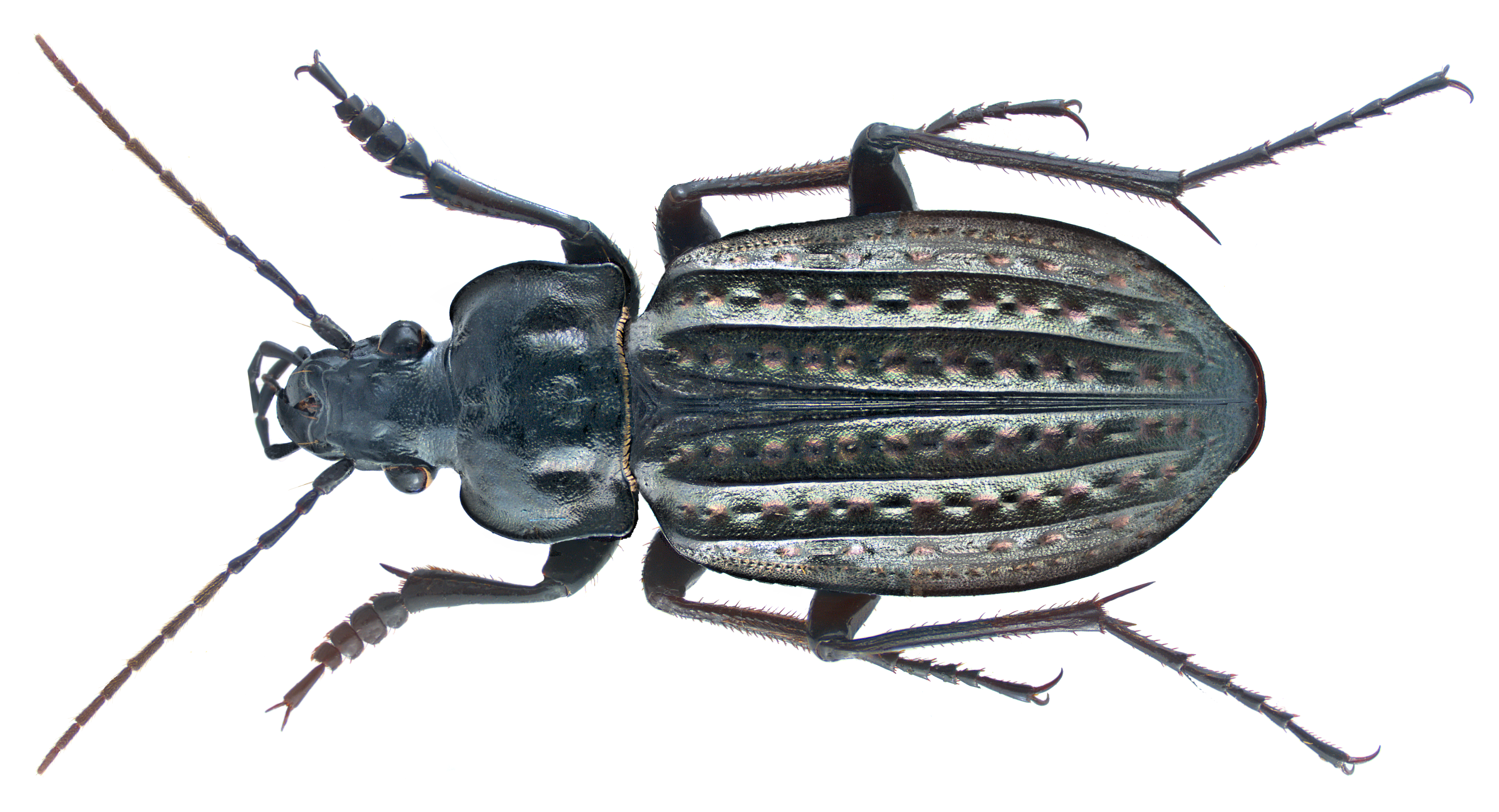
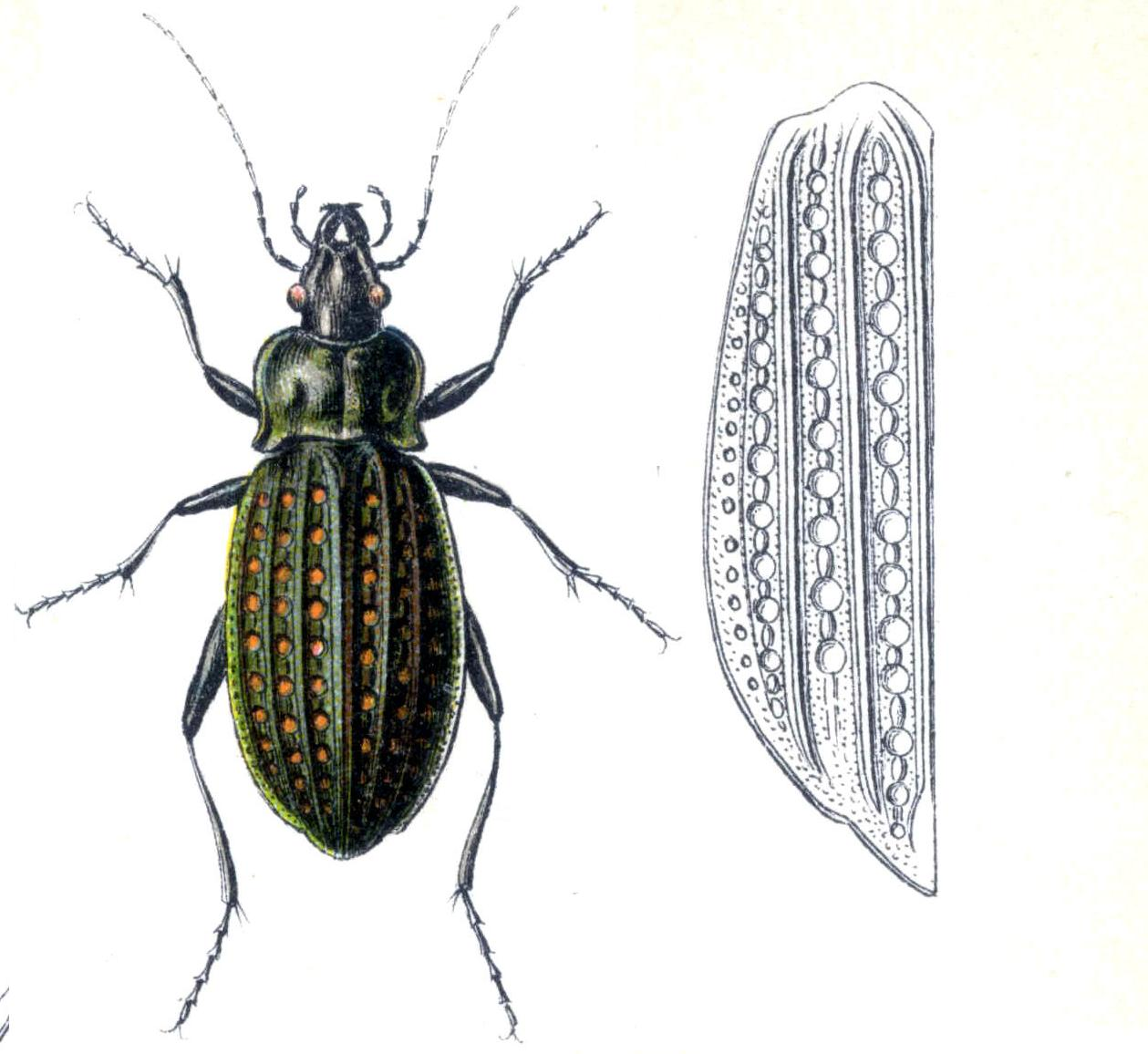
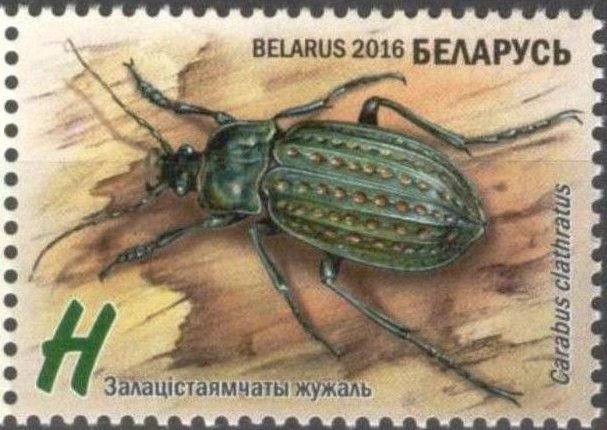
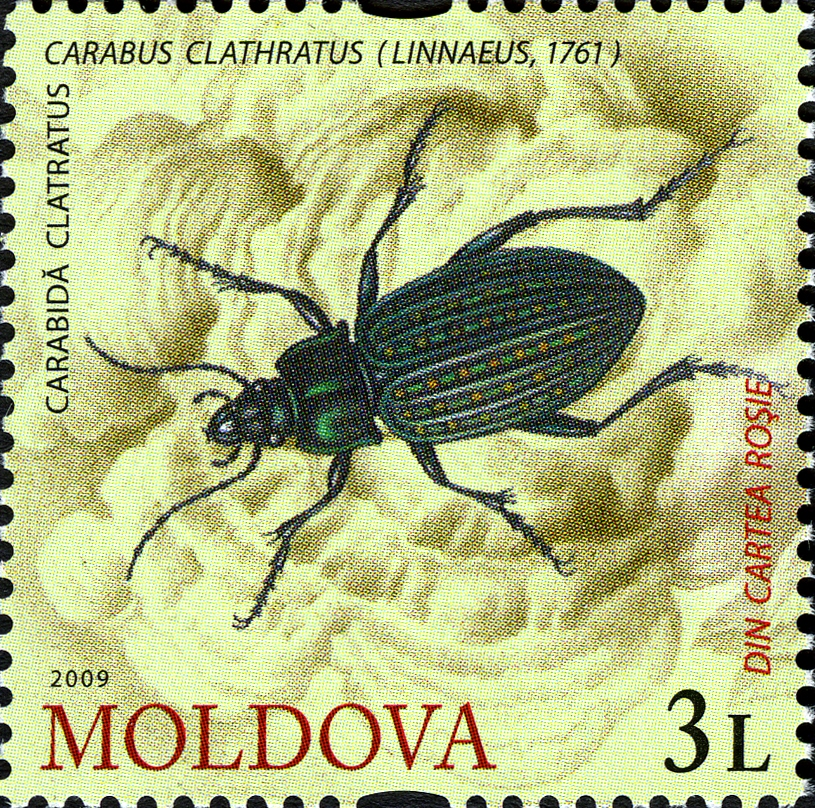